# جیمز هیل (بازیکن فوتبال)
جیمز هیل (انگلیسی: James Hill؛ زادهٔ ۱۰ ژانویهٔ ۲۰۰۲) بازیکن فوتبال است.
از باشگاه‌هایی که در آن بازی کرده‌است می‌توان به باشگاه فوتبال فلیتوود اشاره کرد.
وی همچنین در تیم‌های ملی فوتبال زیر ۲۰ سال انگلستان و زیر ۲۱ سال انگلستان بازی کرده‌است.

## دوران باشگاهی

### فلیتوود تاون
هیل اولین بازی خود را برای تیم بزرگسالان فلیتوود تاون در جام اتحادیه باشگاه‌های انگلستان، مقابل لستر سیتی در ۲۸ اوت ۲۰۱۸ انجام داد. هیل در اولین بازی خود تنها ۱۶ سال سن داشت و جوانترین بازیکن تاریخ باشگاه شد. او در فوریه ۲۰۱۹ حرفه‌ای شد.

### ای‌اف‌سی بورنموث
در ۵ ژانویه ۲۰۲۲، جیمز هیل با قراردادی ۴٫۵ ساله به باشگاه فوتبال ای‌اف‌سی بورنموث که در آن زمان در چمپیونشیپ حاضر بود پیوست. گفته می‌شود مبلغی که برای او هزینه شد در حدود یک میلیون پوند بود که برای فلیتوود یک رکورد محسوب می‌شود.

## دوران ملی
در ۶ سپتامبر ۲۰۲۱، هیل اولین بازی خود را برای  زیر ۲۰ سال انگلیس در جریان پیروزی ۶–۱ مقابل رومانی در مرکز فوتبال سنت جورج پارک انجام داد.
در ۱۰ ژوئن ۲۰۲۲، هیل اولین بازی خود را برای زیر ۲۱ سال انگلیس در جریان مرحله مقدماتی جام ملت‌های زیر ۲۱ سال اروپا ۲۰۲۳ و پیروزی ۵–۰ در خارج از خانه مقابل کوزوو انجام داد.

## زندگی شخصی
پدر وی نیز بازیکن بازنشسته فوتبال است، پدر او مت هیل است.